# Portal Tomb von Sheskin

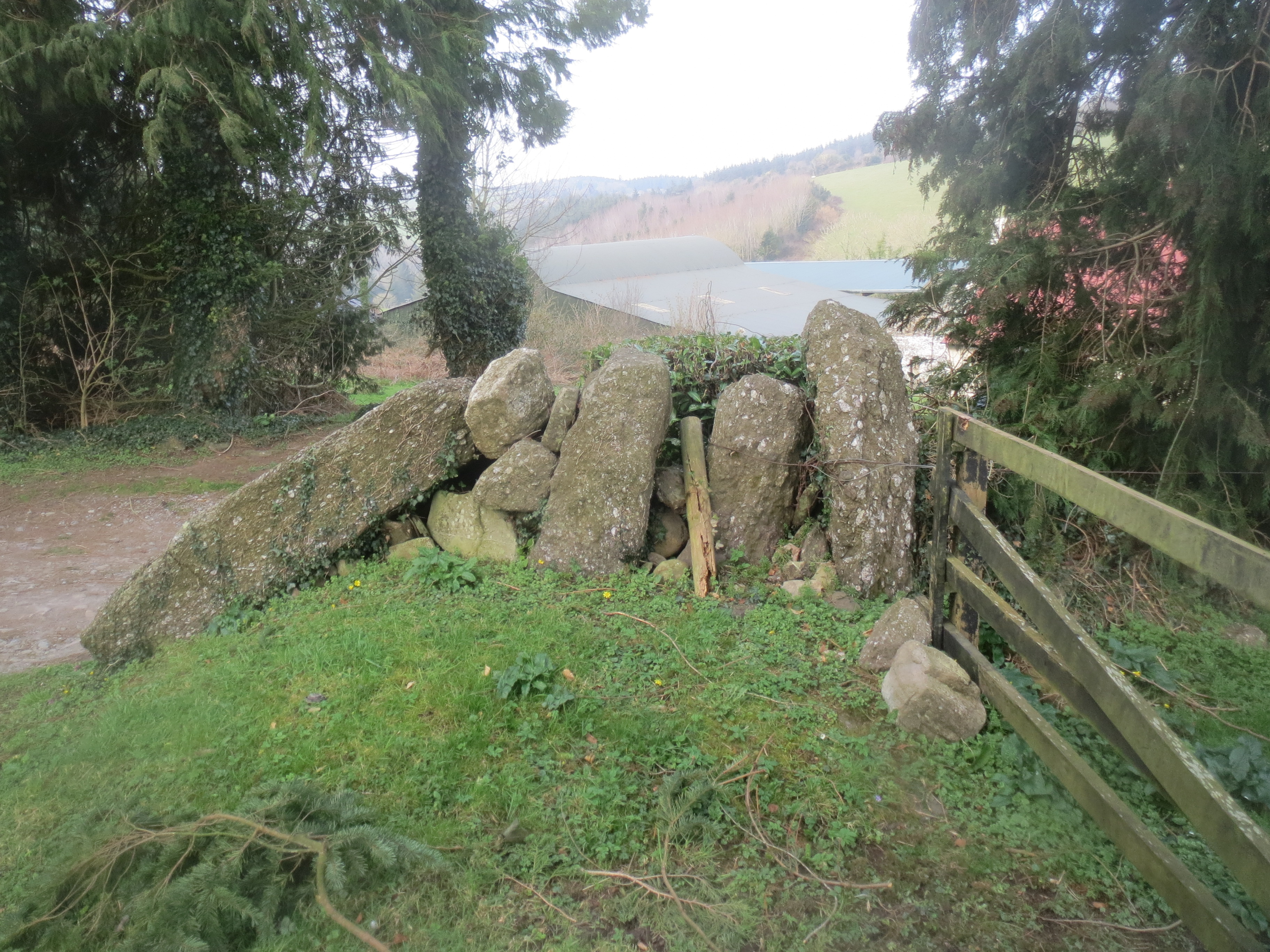
Portal Tomb von Sheskin – Frontseite

Das Portal Tomb von Sheskin, benannt nach dem Townland Sheskin (irisch An Seisceann), im County Waterford in Irland liegt am Rande eines Weges, auf einem Plateau am Ende eines Ost-West-orientierten Tals südlich und parallel des Flusses Suir. Das Portal Tomb, dessen 1,2 m und 1,35 m hohe Portalsteine nach Südosten gerichtet sind, besteht aus Konglomerat. Der Deckstein (2,15 m lang, 2,2 m breit und 0,3 m dick) ist seitlich von den Stützsteinen abgerutscht, die nordöstlichen Seitensteine und der Endstein fehlen.
Die Anlage ist lokal als Mass Rock bekannt, da der Deckstein in den Jahren der Penal Laws als Altar für katholische Messfeiern diente. Es sind keine nennenswerten Cairnreste sichtbar. Die losen Steine sind wahrscheinlich Lesesteine.
Zwei Portalsteine, mit einem 1,5 m hohen Türstein dazwischen, gehören zu einer Kammer, von der nur die beiden Seitensteine im Südwesten erkennbar sind. Der Türstein nimmt nicht den gesamten Raum zwischen den Portalsteinen ein. Auf der Westseite wurden zwei große Packsteine eingebracht, um den Raum zu füllen, wodurch der Türstein etwas nach Osten geneigt ist. Die Packsteine sind fest verkeilt und könnten ursprünglich sein.
Die erhaltenen Seitensteine der Kammer sind etwa 40 cm hoch. Der etwa quadratische Deckstein neigt sich in einem Winkel von etwa 45°, wobei sein oberes Ende auf einem Seitenstein und sein unteres Ende auf dem Weg ruht.
Sheskin gehört zur Waterford–South Kilkenny Gruppe. Er entspricht den besser erhaltenen, da er einen hohen, aber nicht die Dachhöhe erreichenden Türstein aufweist. In dieser Hinsicht lässt er sich mit Knockeen vergleichen. Interessantes Merkmal ist das Vorkommen zweier Seitensteine auf jeder Seite. Während Portal Tombs mit zwei Seitenstein in Waterford und den angrenzenden Gebieten selten sind, besaß der Haroldstown Dolmen, im County Carlow, offenbar drei auf jeder Seite.